# مرکزفندی
مرکزفندی (به ترکی استانبولی: Merkezefendi) یک منطقهٔ مسکونی در ترکیه است که در استان دنیزلی واقع شده‌است. مرکزفندی ۲۸۲٫۴۲ کیلومتر مربع مساحت و ۲۶۲٬۸۲۵ نفر جمعیت دارد و ۵۳۰ متر بالاتر از سطح دریا واقع شده‌است.